# Lanhe, Nanxiong
Lanhe (kinesiska: 澜河) är en köping i sydöstra Kina. Den ligger i Nanxiong i staden Shaoguan i provinsen Guangdong, omkring 250 kilometer norr om provinshuvudstaden Guangzhou. Antalet invånare är 5 951. Befolkningen består av 2 916 kvinnor och 3 035 män. Barn under 15 år utgör 23,0 %, vuxna 15-64 år 64 %, och äldre över 65 år 11,0 %.